# ハート・オブ・ジ・イミグランツ
『ハート・オブ・ジ・イミグランツ』（Heart of the Immigrants）は、アメリカ合衆国のギタリスト、アル・ディ・メオラが1993年に発表したスタジオ・アルバム。ディ・メオラがタンゴからの影響を反映したアコースティック・ユニット、ワールド・シンフォニアの2作目に当たる作品である。

## 背景
ワールド・シンフォニアとしての第1作『ワールド・シンフォニア』に引き続き、アストル・ピアソラのカヴァーが取り上げられた。ディ・メオラはピアソラと共演したことはないが、1986年に日本で対面を果たしてから親交があり、「タンゴII」は生前のピアソラがディ・メオラに送った曲からの抜粋である。
「いつか王子様が」は、元々は1937年のアニメーション映画『白雪姫』の挿入歌だが、マイルス・デイヴィスの演奏でも知られ、本作ではディ・メオラとディノ・サルーシのデュオにより、デイヴィスへの追悼曲として録音された。ディ・メオラのオリジナル曲のうち「インディゴ」は、スタンリー・クラーク、ジャン＝リュック・ポンティとのコラボレーション・アルバム『スーパー・ストリングス』（1995年）でも再演されている。
「ナイトクラブ1960」、「売春宿1900」、「インディゴ」、「カフェ1930」の4曲はディ・メオラとクリストファー・キャリントンのツイン・ギター編成で録音され、いずれもディ・メオラの演奏が左及び中央のチャンネル、キャリントンの演奏が右チャンネルに振り分けられている。これら4曲には、ヴィンス・メンドーザの指揮によるストリングスも追加された。
アルゼンチン出身の歌手／ギタリスト、ハーナン・ロメロは本作でディ・メオラとの初共演を果たし、ディ・メオラの次作『オレンジ&ブルー』（1994年）では共同プロデューサーも務めている。

## 反響・評価
『ビルボード』のコンテンポラリー・ジャズ・アルバム・チャートでは15位を記録した。スコット・ヤナウはオールミュージックにおいて5点満点中4点を付け「ワールド・ミュージックや現代タンゴの愛好家、それにディ・メオラのギター演奏を単に速いだけと一面的に考えている人々にお薦めである」と評している。

## 収録曲
特記なき楽曲はアル・ディ・メオラ作。
1. ナイトクラブ1960 - "Nightclub 1960" (Astor Piazzolla) - 5:46
2. ヴィスタエロ - "Vistaero" - 4:36
3. 回転木馬のレクイエム - "Carousel Requiem" - 6:18
4. タンゴII - "Tango II" (A. Piazzolla) - 5:35
5. ダーク・ムーン - "Under a Dark Moon " - 5:12
6. 売春宿1900 - "Bordel 1900" (A. Piazzolla) - 4:32
7. インディゴ - "Indigo" - 7:05
8. ヘル・メーター／ドント・ゴー・ソー・ファー・アウェイ - "Heru Mertar/Don't Go So Far Away" (Arto Tunçboyacıyan) - 4:39
9. パランダ - "Parranda" - 4:25
10. いつか王子様が - "Someday My Prince Will Come" (Frank Churchill, Larry Morey) - 5:11
11. カフェ1930 - "Cafe 1930" (A. Piazzolla) - 6:16
12. ゼイ・ラヴ・ミー・フロム・フィフティーン・フィート・アウェイ - "They Love Me from Fifteen Feet Away" (A. Tunçboyacıyan) - 1:24
13. ミロンガ・デル・エンジェル - "Milonga del Angel" (A. Piazzolla) - 3:44

## 参加ミュージシャン
- アル・ディ・メオラ - アコースティック・ギター、ギターシンセサイザー、チャランゴ、シンクラヴィア他
- クリストファー・キャリントン - アコースティック・ギター(#1, #6,#7, #11)
- ディノ・サルーシ - バンドネオン(#2, #4, #6, #8, #9, #10, #11, #12)
- アルト・トゥンクボヤシアン - パーカッション(#1, #2, #5, #6, #7, #9)、ボイス(#5, #7, #8, #12)、トルコの弦楽器(#8)
- ハーナン・ロメロ - ボイス(#2, #5, #9)
- ヴィンス・メンドーザ - ストリングス指揮(#1, #6, #7, #11)
  - バリー・ゴールド、デヴィッド・スペルツ、グロリア・ラム、ジョディ・バーネット、ナンシー・スタイン、ロン・レナード、ティム・ランドー - チェロ
  - アウルニ・エギルソン、ティモシー・バー - コントラバス